# سارقین قطار
سارقین قطار (انگلیسی: The Train Robbers) یا دزد و دزد خوشگله فیلمی در ژانر وسترن به کارگردانی برت کندی است که در سال ۱۹۷۳ منتشر شد.

## بازیگران
- جان وین
- آن مارگرت
- راد تیلور
- بن جانسون
- کریستوفر جرج
- بابی وینتون
- ریکاردو مونتالبان

## صدا پیشگان
- ایرج دوستدار در نقش جان وین
- ژاله کاظمی در نقش آن مارگرت